# 智暉
智暉（ちき）は、江戸時代中期の真言宗の学侶。字は大幻（大玄）。号は空々庵。播磨沙門智暉。

## 人物
播磨国加東郡三草村（現・兵庫県加東市）の生まれ。幼くして明石宝蔵寺にて出家し瑜伽を学ぶ。さらに仏教の真髄を極めんと上京し智積院に留学して顕密の性相を探求し、更に西明寺に修学し真言律の研鑽に励む。後に蓮華寺曇寂に師事して事相と教相を極めた。また慈雲の唱える古三蔵に賛同し、西岡大原野（現・京都市西京区大原野）に春日寺、加東郡上福田村（現・加東市藤田）に小山寺を興して大日経や三蔵の研鑽と啓蒙に努めた。
晩年、請われるに応えて弟子の隆盛を住職とするため天明（1784年）4年9月28日に粟賀村（現・神崎郡神河町中村）法楽寺に移るが、同年12月15日に遷化した。没68歳（66歳の説もある）。
墓地は加東市藤田墓地内にある。

## 播州小山寺
加東郡上福田村（現、加東市藤田）、智暉が宝暦9年（1759年）頃から住し拠点とした小庵。春日寺から多数の典籍を移し、弟子の育成に努めた。
約900冊の典籍が残されており、うち32種44冊が写本、残り835冊が版本である。各経典の疏鈔を中心に「金剛般若波羅蜜多」「仏説盂蘭盆経」「妙法蓮華経」等の経典や「地祭り作法」「三昧勤行次第」等の作法次第類を蔵書している。
智暉以降も播磨地方の学侶の拠点となった。
大正7年（1918年）に再設された加東四国八十八ヶ所霊場の26番札所となっている。
現在は小山庵と称す。

## 著書
- 『大日経疏同異』2巻

## 校訂刊行本
- 『入阿毘達磨論』
- 『五事毘婆沙論』
- 『辨中邊論』
- 『大乗掌珍論』
- 『辨中邊論述記』
- 『大乗五蘊論』『大乗広五蘊論』『観所縁縁論』『無相思塵論』
- 『十住心論実談』
- 『大楽金剛不空真実三摩耶経』
- 『大乗成業論』
- 『起心一心二門大意』